# Mont-Organisé
Mont-Organisé (Haitianisch-Kreolisch Montòganize) ist eine Gemeinde im Département Nord-Est von Haiti.

## Geschichte
Der Name „Mont-Organisé“ stammt nach vorherrschender Meinung von Singvögeln, die der Nachtigall ähneln, jedoch etwas kleiner als diese sind. Ihr Gefieder ähnelt der Nachtigall, wobei die Kehle scharlachrot gefärbt ist. Der Vogel moduliert harmonische Töne und ist ausgesprochen flüchtig. Er bewohnt nur höhere Bergregionen, in denen die Temperatur mild ist.
Das Gebiet der heutigen Gemeinde Mont-Organisé wurde von den Einwohnern zunächst Lassale genannt und war der neunte ländliche Bezirk der Gemeinde Ouanaminthe.
Der Ursprung der Guerlillabewegung der Cacos geht im Jahr 1867 auf Mont-Organisé zurück.
Im Jahr 1869 taufte die Revolutionsregierung der Cacos in Saint-Marc ihr erstes Kriegsschiff auf den Namen Mont-Organisé.
Im Januar 1889 löste sich Mont-Organisé von der Rebellion des Nordens und unterstützte die Regierung von Präsident Legitime.
Im Jahr 1900 trennte sich der Ort von Ouanaminthe und erhielt 1908 den Status einer Gemeinde.
Während anhaltender Widerstände gegen die autokratische Machtausübung durch Francois Duvalier wurde Mont-Organisé im Jahr 1963 Schauplatz gewalttätiger Auseinandersetzungen.

## Lage und Beschreibung
Mont-Organisé liegt im nordöstlichen Bergland Haitis an der Grenze zur Dominikanischen Republik.
Neben dem Ortszentrum Ville de Mont-Organisé bestehen zwei ländliche Gemeindebezirke:
1. Savanette mit Bernard, Florence, Fond-Bleu, Godin, Grenier, Jean-Jacques, La Croix, La Rose, Liane Panier, Mont-des-Pins, Nan Garien, Nan Sable, Patois und Saut-d’Eau sowie
2. Bois-Poux mit  La Pierre, Platon, Saou, Savane-Aux-Pères und Terre Neuve.

Die Route Départementale RD-602 verläuft durch die Gemeinde. Bis zur Route Nationale RN-6 und der Gemeinde Ouanaminthe im Norden sind es dreiundzwanzig Kilometer.